# Kammersrohr
Kammersrohr es una comuna suiza del cantón de Soleura, situada en el distrito de Lebern. Limita al norte y occidente con la comuna de Günsberg, al este con Attiswil (BE), y al sur con Hubersdorf.